# لي سيو جين
لي سيو جين هو ممثل كوري جنوبي ولد في 30 يناير 1971. اشتهر ببرنامج الواقع ثلاث وجبات في اليوم والجد فوق الزهور. كممثل ، برز بأدواره البطولة في المسلسل التلفزيوني دامو (2003)، فينيكس (2004)، العشاق (2006)، يي سان (2007)، وعقد الزواج (2016).

## فيلموغرافيا

### مسلسلات تلفزيونية
- دامو 2003
- فينيكس (2004)
- العشاق (2006)
- يي سان (2007)[2]
- جاي بايك (2011)
- أيام رائعة (2014)[3]
- عقد الزواج (2016)[4]
- فخ (2019)[5]
- أزمنة (2021)[6]
- اتصل بوكيل أعمالي! (2022)[7]

### مسلسل ويب
- عيادة الدكتور بارك[8]

## روابط خارجية
- لي سيو جين على موقع IMDb (الإنجليزية)
- لي سيو جين على موقع قاعدة بيانات الفيلم (الإنجليزية)
- لي سيو جين على هانسينما